# Topologia do espaço-tempo
Topologia do espaço-tempo é a estrutura topológica do espaço-tempo, um tópico estudado principalmente na relatividade geral. Este modelos da teoria física da gravitação como uma variedade de Lorentz (um espaço-tempo) e os conceitos de topologia, assim, tornam-se importantes na análise local, bem como aspectos globais do espaço-tempo. O estudo da topologia do espaço-tempo é especialmente importante em cosmologia física.